# Nastri d'argento 2020
La 75ª edizione dei Nastri d'argento si è tenuta il 6 luglio 2020, ed è stata dedicata ad Ennio Morricone, morto lo stesso giorno.
A differenza delle precedenti edizioni, a causa delle restrizioni per la pandemia di COVID-19, la cerimonia non si è tenuta al Teatro antico di Taormina ma al Museo MAXXI di Roma e in diretta televisiva sul canale Rai Movie.
Le candidature sono state annunciate il 27 maggio 2020, mentre i vincitori sono stati proclamati il pomeriggio del 6 luglio 2020.

## Vincitori e candidati
I vincitori saranno indicati in grassetto, a seguire gli altri candidati.

### Miglior film
- Favolacce, regia di Damiano e Fabio D'Innocenzo
- Gli anni più belli, regia di Gabriele Muccino
- Hammamet, regia di Gianni Amelio
- La dea fortuna, regia di Ferzan Özpetek
- Pinocchio, regia di Matteo Garrone

### Miglior regista
- Matteo Garrone - Pinocchio
- Gianni Amelio - Hammamet
- Pupi Avati - Il signor Diavolo
- Cristina Comencini - Tornare
- Damiano e Fabio D'Innocenzo - Favolacce
- Pietro Marcello - Martin Eden
- Mario Martone - Il sindaco del rione Sanità
- Gabriele Muccino - Gli anni più belli
- Ferzan Özpetek - La dea fortuna
- Gabriele Salvatores - Tutto il mio folle amore

### Miglior regista esordiente
- Marco D'Amore – L'immortale
- Stefano Cipani – Mio fratello rincorre i dinosauri
- Roberto De Feo – The Nest (Il nido)
- Ginevra Elkann – Magari
- Carlo Sironi – Sole
- Igort – 5 è il numero perfetto

### Miglior film commedia
- Figli, regia di Giuseppe Bonito
- Il primo Natale, regia di Salvo Ficarra e Valentino Picone
- Lontano lontano, regia di Gianni Di Gregorio
- Odio l'estate, regia di Massimo Venier
- Tolo Tolo, regia di Luca Medici

### Miglior produttore
- Agostino Saccà, Giuseppe Saccà, Maria Grazia Saccà, Rai Cinema e Vision Distribution - Favolacce e Hammamet
- Marco Belardi, Lotus Production e Paolo Del Brocco, Rai Cinema, 3 Marys Ent. - Gli anni più belli
- Attilio De Razza di Tramp Limited, Giampaolo Letta di Medusa Film - Il primo Natale
- Luca Barbareschi (Eliseo Cinema), Paolo Del Brocco (Rai Cinema) - L'ufficiale e la spia
- Matteo Garrone (Archimede Film), Paolo Del Brocco (Rai Cinema) - Pinocchio

### Miglior soggetto
- Pupi Avati, Antonio Avati, Tommaso Avati - Il signor Diavolo
- Giulio Base - Bar Giuseppe
- Emanuela Rossi - Buio
- Daniele Costantini - Il grande salto
- Donato Carrisi - L'uomo del labirinto

### Migliore sceneggiatura
- Damiano e Fabio D'Innocenzo - Favolacce
- Mario Martone e Ippolita Di Majo - Il sindaco del rione Sanità
- Gianni Romoli, Silvia Ranfagni e Ferzan Özpetek - La dea fortuna
- Pietro Marcello e Maurizio Braucci - Martin Eden
- Umberto Contarello e Sara Mosetti - Tutto il mio folle amore

### Migliore attore protagonista
- Pierfrancesco Favino – Hammamet
- Stefano Accorsi e Edoardo Leo – La dea fortuna
- Luca Marinelli – Martin Eden
- Francesco Di Leva – Il sindaco del rione Sanità
- Kim Rossi Stuart – Gli anni più belli

### Migliore attrice protagonista
- Jasmine Trinca – La dea fortuna
- Giovanna Mezzogiorno – Tornare
- Micaela Ramazzotti – Gli anni più belli
- Lunetta Savino – Rosa
- Lucia Sardo – Picciridda

### Migliore attore non protagonista
- Roberto Benigni – Pinocchio
- Carlo Buccirosso – 5 è il numero perfetto
- Carlo Cecchi – Martin Eden
- Massimiliano Gallo e Roberto De Francesco – Il sindaco del rione Sanità
- Massimo Popolizio – Il primo Natale e Il ladro di giorni

### Migliore attrice non protagonista
- Valeria Golino – 5 è il numero perfetto e Ritratto della giovane in fiamme
- Barbara Chichiarelli – Favolacce
- Matilde Gioli – Gli uomini d'oro
- Benedetta Porcaroli – 18 regali
- Alba Rohrwacher – Magari

### Migliore attore in un film commedia
- Valerio Mastandrea – Figli
- Luca Argentero – Brave ragazze
- Giorgio Colangeli – Lontano lontano
- Giampaolo Morelli – 7 ore per farti innamorare
- Gianmarco Tognazzi – Sono solo fantasmi

### Migliore attrice in un film commedia
- Paola Cortellesi – Figli
- Antonella Attili – Tolo Tolo
- Anna Foglietta – D.N.A. - Decisamente non adatti
- Lucia Mascino – Odio l'estate
- Serena Rossi – Brave ragazze e 7 ore per farti innamorare

### Migliore fotografia
- Paolo Carnera – Favolacce
- Luan Amelio – Hammamet
- Daniele Ciprì – Il primo Natale
- Daria D'Antonio – Tornare e Il ladro di giorni
- Italo Petriccione – Tutto il mio folle amore

### Migliore scenografia
- Dimitri Capuani – Pinocchio
- Emita Frigato e Paola Peraro - Favolacce
- Giuliano Pannuti – Il signor Diavolo
- Luca Servino – Martin Eden
- Tonino Zera – L'uomo del labirinto

### Migliori costumi
- Massimo Cantini Parrini – Pinocchio e Favolacce
- Cristina Francioni – Il primo Natale
- Alessandro Lai – Tornare
- Andrea Cavalletto – Martin Eden
- Nicoletta Taranta – 5 è il numero perfetto

### Migliore montaggio
- Marco Spoletini – Pinocchio e Villetta con ospiti
- Esmeralda Calabria – Favolacce
- Jacopo Quadri – Il sindaco del rione Sanità
- Patrizio Marone – L'immortale
- Claudio Di Mauro – Gli anni più belli e 18 regali

### Migliore sonoro in presa diretta
- Maricetta Lombardo – Pinocchio
- Maurizio Argentieri – Il sindaco del rione Sanità e Tornare
- Gianluca Costamagna – L'immortale
- Denny De Angelis – Martin Eden
- Gilberto Martinelli – Tutto il mio folle amore

### Migliore colonna sonora
- Brunori Sas – Odio l'estate (ex aequo)
- Pasquale Catalano – La dea fortuna (ex aequo)
- Dario Marianelli – Pinocchio
- Mauro Pagani – Tutto il mio folle amore
- Nicola Piovani – Gli anni più belli

### Migliore canzone originale
- Che vita meravigliosa – Testo, musica, interpretazione di Diodato – La dea fortuna
- Gli anni più belli – Testo, musica, interpretazione di Claudio Baglioni – Gli anni più belli
- Il ladro di giorni – Testo e musica di Alessandro Nelson Garofalo, interpretazione di Nelson e Gnut – Il ladro di giorni
- Rione Sanità – Testo, musica, interpretazione di Ralph P. – Il sindaco del rione Sanità
- Un errore di distrazione – Testo, musica, interpretazione di Brunori Sas – L'ospite
- We Come From Napoli – Testo e interpretazione di Liberato – Ultras

### Premi speciali

#### Nastro d'argento dell'anno
- Volevo nascondermi, assegnato alla produzione Palomar e Rai Cinema, alla regia di Giorgio Diritti, alla performance del protagonista Elio Germano e anche alla squadra che dalla scrittura alle collaborazioni tecniche, fino al make up e all'hair styling, ha lavorato nel segno della qualità

#### PremioNino Manfredi
- Claudio Santamaria per Tutto il mio folle amore e Gli anni più belli

#### Nastro d'argento alla carriera
- Toni Servillo[7]

#### Nastro europeo
- Pedro Almodóvar per Dolor y gloria

#### Nastro d'oro
- Vittorio Storaro

#### Miglior casting director
- Davide Zurolo - L'immortale
- Stefania De Santis - Martin Eden
- Gabriella Giannattasio e Davide Zurolo - Favolacce
- Laura Muccino e Francesco Vedovati - Gli anni più belli
- Pino Pellegrino - La dea fortuna

#### Premio speciale
- Lorenzo Mattotti per La famosa invasione degli orsi in Sicilia

#### Nastro della legalità
- Aspromonte - La terra degli ultimi di Mimmo Calopresti

#### Premio Biraghi
- Giulio Pranno per Tutto il mio folle amore
  - Menzione speciale a Federico Ielapi per Pinocchio

#### Premio Graziella Bonacchi
- Barbara Chichiarelli

#### SIAE Nastri d'Argento
- Emanuela Rossi per la sceneggiatura di Buio

#### Nuovo Imaie-Nastri d'Argento per il doppiaggio
- Stefano De Sando – Robert De Niro in The Irishman
- Claudia Catani – Angelina Jolie in Maleficent - Signora del male
- Emanuela Rossi – Michelle Pfeiffer in Maleficent - Signora del male

#### Il "cameo" dell'anno
- Barbara Alberti in La dea fortuna

### Corti d'Argento
Fiction
- A Cup of Coffee with Marilyn di Alessandra Gonnella
- Delitto naturale – di Valentina Bertuzzi
- Offro io di Paola Minaccioni
- Settembre di Giulia Steigerwalt
- Sufficiente di Maddalena Stornaiuolo e Antonio Ruocco

Animazione
- What ever happened to Darwin? di Leonardo Altieri, Sara Crippa, Giulia Manna, Maria Nocerino
- Coscienza pulita – di Sara Binetti, Francesco Corrado, Francesca De Toni, Simone Stressano (CSC)
- Le nozze di Pollicino di Beatrice Pucci

Premi speciali
- Sufficiente di Maddalena Stornaiuolo e Antonio Ruocco
- Le abiuratrici di Antonio De Palo

Menzioni speciali
- The role di Farnoosh Samadi
- Storia di straordinaria ordinarietà di Giancarlo Scarchilli